# Bistum Amos
Das Bistum Amos (lateinisch Dioecesis Amosensis, französisch Diocèse d’Amos) ist eine in Kanada gelegene römisch-katholische Diözese mit Sitz in Amos.

## Geschichte
Das Bistum Amos wurde am 3. Dezember 1938 durch Papst Pius XI. aus Gebietsabtretungen des Bistums Haileybury errichtet.
Am 31. Mai 2007 wurden Teile des aufgelösten Bistums Labrador City-Schefferville und Gebietsanteile des Bistums Moosonee angegliedert. Gleichzeitig gab das Bistum Amos drei kleinere Gebietsanteile an die Bistümer Chicoutimi, Joliette und Trois-Rivières ab.
Am 16. September 2023 verfügte Papst Franziskus die Vereinigung des Bistums Rouyn-Noranda in persona episcopi mit dem Bistum Amos. Bischof der so vereinigten Bistümer wurde der bisherige Bischof von Rouyn-Noranda, Guy Boulanger.
Das Bistum Amos ist dem Erzbistum Gatineau als Suffraganbistum unterstellt.

## Bischöfe von Amos
- 1939–1968 Joseph Louis Aldée Desmarais
- 1968–1978 Gaston Hains
- 1978–2004 Gérard Drainville
- 2004–2011 Eugène Tremblay
- 2011–2023 Gilles Lemay
- seit 2023 Guy Boulanger